# Strateška jedrska podmornica
Strateške jedrske podmornice so vrsta jedrskih podmornic, ki so opremljene s podmorniškimi balističnimi raketami in so namenjene za izvajanje raketnih napadov na strateške vojaško-gospodarske objekte nasprotnika. So podmorniški del jedrske triade. Ravno zaradi tovorjenja balističnih izstrelkov so te podmornice precej večje od jurišnih jedrskih podmornic.
Te podmornice niso namenjene spopadu z nasprotnikovimi plovili, temveč so mobilne platforme za ustvarjanje strateške jedrske grožnje, zato njihove naloge temeljijo na pritajenem (stealth) delovanju.

## Razredi strateških jedrskih podmornic
- Podmornica razreda George Washington
- Podmornica razreda Ethan Allen
- Podmornica razreda Benjamin Franklin
- Podmornica razreda James Madison
- Podmornica razreda Lafayette
- Podmornica razreda Ohio
- Podmornica razreda Columbia
- Podmornice projekta 658
- Podmornice razreda Navaga
- Podmornice razreda Murena
- Podmornice razreda Murena-M
- Razred Kalmar
- Razred Delfin
- Razred Akula
- Razred Borej
- Podmornica razreda Resolution
- Podmornica razreda Vanguard
- Podmornica razreda Drednought
- Podmornica razreda Redoutable
- Podmornica razreda Triomphant
- Podmornica razreda Tip 92
- Podmornica razreda Tip 94
- Podmornica razreda Arihant